# Medina (városnegyed)

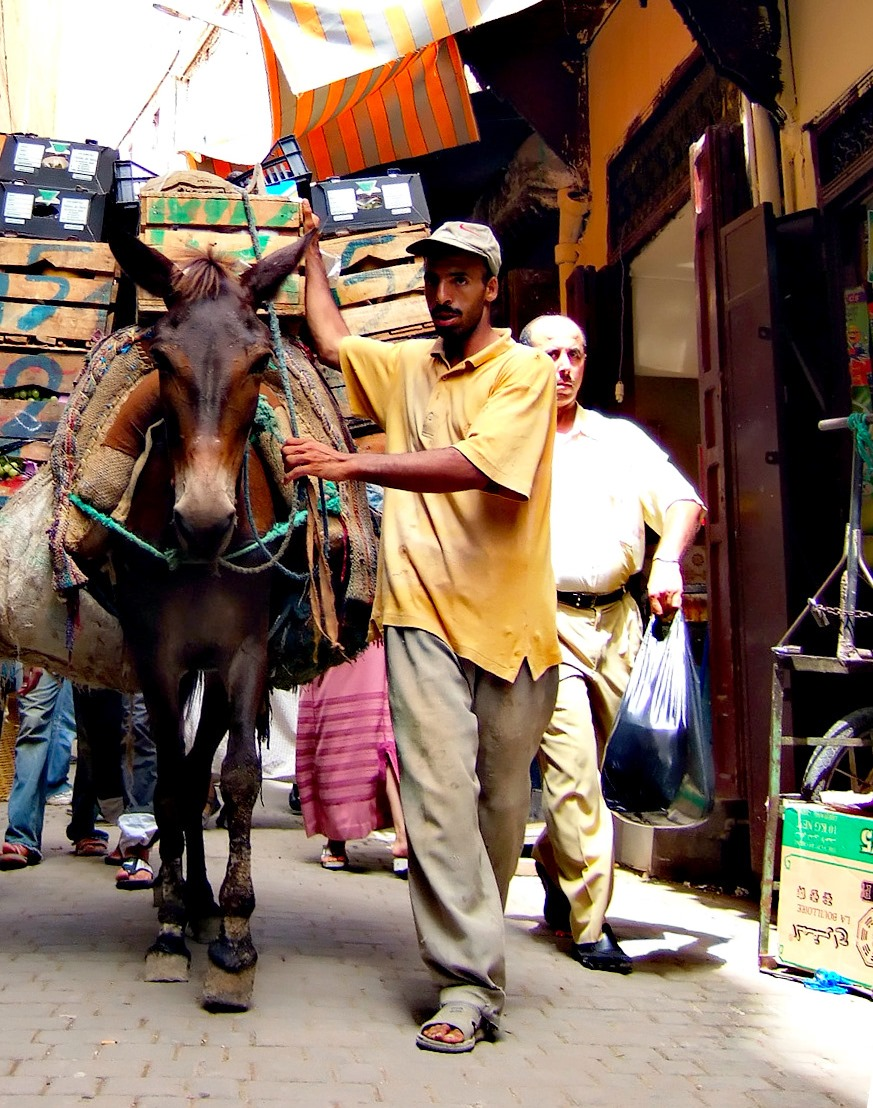
Áruszállítás szamárháton Fez autómentes medinájában

A medina (arabul: المدينة القديمة al-madīnah al-qadīmah, „óváros”) egy számos észak-afrikai városban megtalálható óvárosi városrész. Legtöbbször fal veszi körül, és szűk, labirintusszerű utcahálózata van. A medina (arabul: مدينة madīnah) szó maga egyébként várost jelent a modern arab nyelvben.
Példák híres medinájú városokra:
- Casablanca, Marokkó
- Tetuán, Marokkó
- Marrákes, Marokkó
- Fez, Marokkó
- Tripoli (Líbia)
- Derna, Líbia

## Fordítás
- Ez a szócikk részben vagy egészben a Medina quarter című angol Wikipédia-szócikk ezen változatának fordításán alapul.  Az eredeti cikk szerkesztőit annak laptörténete sorolja fel. Ez a jelzés csupán a megfogalmazás eredetét és a szerzői jogokat jelzi, nem szolgál a cikkben szereplő információk forrásmegjelöléseként.